# South Perth
South Perth (även kallat Perth South) är en stadsdel i Perth i Australien. Den ligger i kommunen City of South Perth och delstaten Western Australia, nära centrala Perth. Den ligger vid sjön Lake Vasto.